# Leopold Nenninger
Leopold Nenninger (* 27. Oktober 1880 in Osterburken; † 10. April 1970 in München) war ein deutscher Orgelbauer.

## Leben und Werk
Nenninger war ein Schüler von Schlimbach in Würzburg und von Franz Borgias Maerz. Nach dem Tod von Maerz machte er sich 1910 zusammen mit Albert Moser (Nenninger & Moser) selbständig. Das erste große Werk, die 1915 fertiggestellte Orgel von St. Margaret in München, war von bahnbrechender Bedeutung im Sinne der elsässischen Orgelreform. Nach dem Ersten Weltkrieg trennte er sich von Moser und führte ab 1910 den Betrieb in der Martin-Behaim-Straße 5, dann in der Kidlerstraße 22, später in der Plinganserstraße 37 eigenständig.
1952 übernahm sein Sohn Guido Nenninger den Betrieb und führte ihn weiter.

## Werkliste (Zusammenarbeit unter dem Firmennamen Nenninger & Moser 1910–1917)
| Jahr | Ort           | Gebäude           | Bild | Manuale | Register | Bemerkungen                                              |
| ---- | ------------- | ----------------- | ---- | ------- | -------- | -------------------------------------------------------- |
| 1911 | Ergertshausen | Mariä Himmelfahrt |      | II/P    |          | In Zusammenarbeit mit Ludwig Eisenschmid                 |
| 1913 | Otterfing     | St. Georg         |      | II/P    | 12 (13)  | 1984 Elektrifizierung und Umdisponierung durch Nenninger |
| 1913 | Antholing     | St. Georg         |      | II/P    | 12       |                                                          |
| 1914 | Altfraunhofen | St. Nikolaus      |      | II/P    | 21       | Prospekt von Joseph Schweinacher von 1799                |
| 1914 | Günzlhofen    | St. Margareth     |      | II/P    | 18       |                                                          |
| 1915 | München       | St. Margaret      |      | III/P   | 57       | Neubau von Anton Schwenk um 1950                         |

## Werkliste (Leopold Nenninger ab 1917)
| Jahr | Ort                      | Gebäude                                      | Bild | Manuale | Register | Bemerkungen |
| ---- | ------------------------ | -------------------------------------------- | ---- | ------- | -------- | --- |
| 1920 | Fischbachau              | St. Martin                                   |      | II/P    | 26       | Um 1990 Umbau auf elektrische Traktur durch Anton Staller. → Orgel |
| 1921 | Landshut-Münchnerau      | St. Peter                                    |      | I/P     | 5        | Original erhalten |
| 1923 | Langenpettenbach         | St. Michael                                  |      | II/P    | 12       | 1969 ersetzt durch einen Neubau unter Verwendung von einigen Teilen durch Guido Nenninger                                                                              |
| 1923 | Fellach (Holzkirchen)    | St. Martin                                   |      | I/P     | 5        | Original erhalten |
| 1930 | Ensfeld                  | St. Johannes der Täufer                      |      |         |          | |
| 1934 | Eichenried               | St. Josef                                    |      | II/P    | 13       | Ursprünglich für das Altenheim Kreszentiastift in München. 1968 nach Eichenried transferiert.                                                                          |
| 1934 | München-Giesing          | Aussegnungshalle Friedhof am Perlacher Forst |      | II/P    | 11       | Original erhalten |
| 1935 | München-Sendling         | St. Josef (Altenheim)                        |      | II/P    | 17 (19)  | 1953 Umbau und Umgestaltung des Prospektes durch Magnus Schmid |
| 1935 | München-Schwanthalerhöhe | Mariä Heimsuchung                            |      | II/P    | 27 (28)  | |
| 1937 | Prien am Chiemsee        | Mariä Himmelfahrt                            |      | III/P   | 33 (34)  | Orgel original im Privatbesitz in einem ehemaligen Gerichtshaus in Rimsting erhalten.                                                                                  |
| 1937 | München-Bogenhausen      | Heilig Blut                                  |      | III/P   | ??       | 1944 zerstört |
| 1938 | München-Sendling         | St. Heinrich                                 |      | III/P   | 32 (33)  | 1943 zerstört |
| 1938 | Nandlstadt               | St. Martin                                   |      | II/P    | 18       | |
| 1939 | Augsburg-Firnhaberau     | St. Franziskus                               |      | II/P    | 17       | 1993 ersetzt durch Neubau Kubak |
| 1940 | Höfen                    | St. Mariä Himmelfahrt                        |      | II/P    | 10       | pneumatische Kegellade |
| 1950 | München-Harlaching       | Heilige Familie                              |      | III/P   | 36 (37)  | Zunächst 1950 unter Leopold Nenninger als Teilausbau begonnen, 1958 und 1968 durch Guido Nenninger maßgeblich vollendet; 1992 ersetzt durch Neubau Riegner-&-Friedrich |